# Renato Cisneros
Renato Daniel Cisneros Sánchez (Lima, Perú; 12 de enero de 1976) es un periodista, escritor, poeta, presentador de televisión y de radio peruano.

## Biografía
Hijo del exministro Luis Cisneros Vizquerra y de Vilma Sánchez Barrios. Es primo del fallecido poeta Alfonso Cisneros Cox. 
Estudió en el Colegio Nuestra Señora del Carmen - Carmelitas y luego ingresó a la Universidad de Lima, donde se diplomó en  Ciencias de la Comunicación; además, realizó una maestría en Periodismo Escrito en la Universidad de Miami, Estados Unidos.
Entre 1999 y 2010 escribió crónicas y columnas en El Comercio. Anteriormente, laboró en el Congreso de la República como corrector de textos legislativos para la Oficialía Mayor (año 2000). Luego tuvo una columna semanal durante el año 2011 en Diario 16. Posteriormente, pasó a La República  con la columna Que sabe nadie.
A mediados de 2008 empezó a trabajar con el Grupo RPP: primero condujo un programa nocturno en Radio Capital, y luego el matutino en  Radio Oxígeno (Levántate y anda), y por las noches en RPP TV (Edición noche). También condujo La rotativa del aire por dos años en radioprogramas. Durante febrero–noviembre de 2011 presentó Sin vueltas, programa diario de entrevistas y conversación en RPP TV. Después, condujo el noticiero nocturno Conexión RPP por RPP TV.
Entre las revistas que colaboró (impresas y virtuales), tanto locales como de otros países, figuran Letras Libres, SoHo, Etiqueta Negra.
En 2018 regresa a la radio bajo la conducción del programa Conexión en RPP Radio y también a la televisión con el programa nocturno Nada está dicho por RPP TV.
Desde febrero de 2021, conduce junto a Josefina Townsend Diez-Canseco, el programa Sálvese quien pueda (SQP) transmitido en las redes sociales.

## Carrera literaria

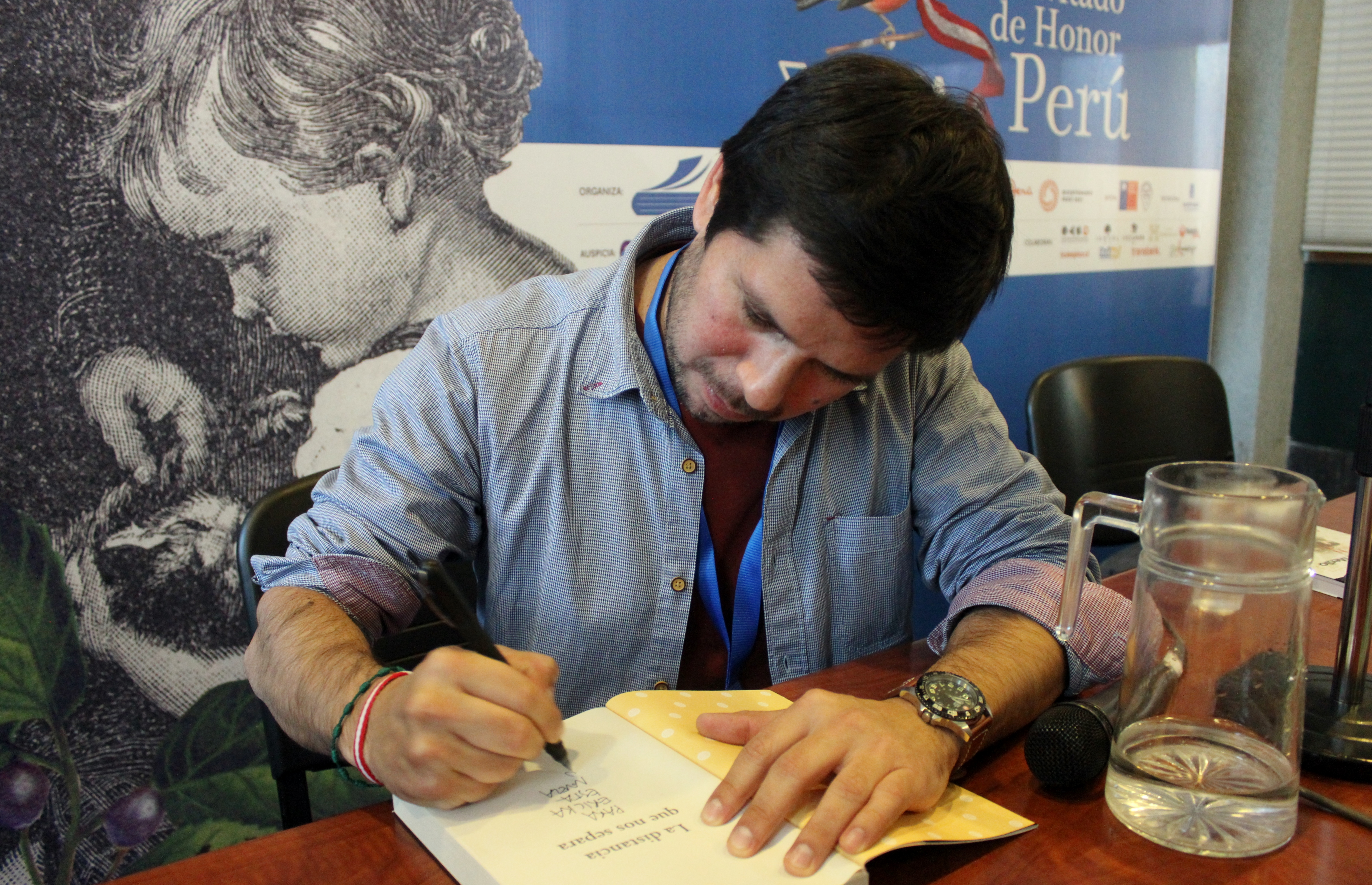
Cisneros firma su novela Dejarás la tierra en la FILSA 2018

Cisneros empezó como poeta y su libro en este género, Ritual de los prójimos, publicado en 1999, ganó el primer lugar de los Juegos Florales de 1998 de su alma máter. Pero después de sacar otros dos poemarios, publicó un libro de relatos, Busco novia y una agenda (La antiagenda, 2010).
Lanzó en 2010 su primera novela, Nunca confíes en mí, luego siguió Raro (2012) y, después, dos de carácter autobiográfico, La distancia que nos separa (2015), una obra narrativa de auto ficción que muestra la relación entre un padre y su hijo, y Dejarás la tierra (2017). La traducción francesa de Dejarás la tierra obtuvo el premio a la mejor novela hispana de la revista cultural Transfuge (fr).
En 2019 publicó Algún día te mostraré el desierto, un "diario de no ficción", como él mismo lo define, sobre su experiencia de ser padre.

## Obras

### Poesía
- Ritual de los prójimos. Fondo de Desarrollo Editorial de la Universidad de Lima, 1999.
- Máquina fantasma. Editorial Colmillo Blanco, 2002.
- Nuevos poemas italianos. Editorial Álbum del Universo Bakterial, 1997.
- El laberinto de las espadas, en: revista Lienzo No. 29, Lima, 2008. Revista de la Universidad de Lima. ISSN 1025-9902[14]

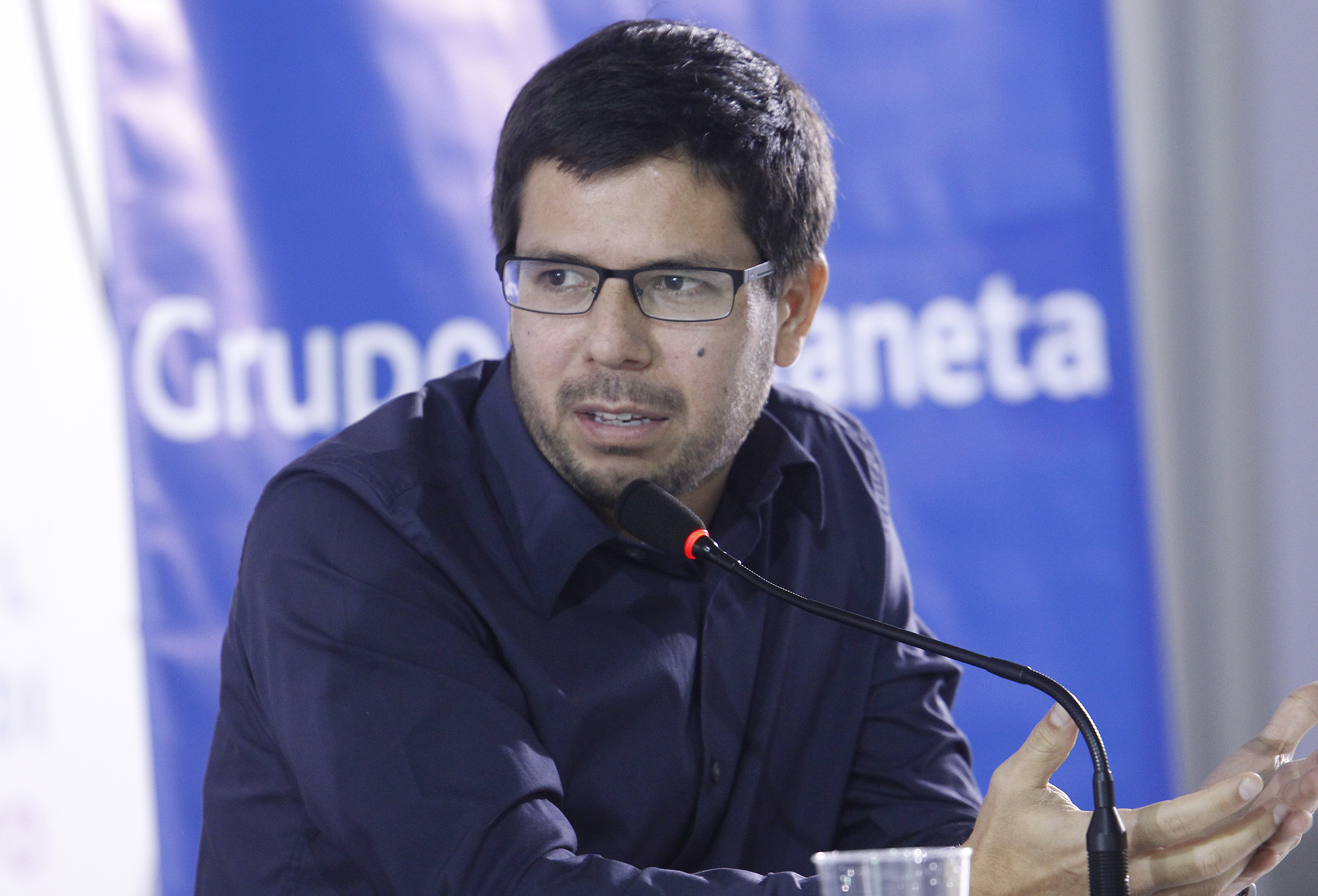
Cisneros en la Feria del Libro Ricardo Palma 2015

### Relatos
- Busco novia [El libro del blog]. Ilustraciones de Alfonso Vargas Saitua (Robotv). Editorial Santillana (Aguilar), 2008.
- Cosas que no hay que contar. Editorial Penguin Random House, 2018.

### Novela
- Nunca confíes en mí. Editorial Santillana (Alfaguara), 2010.
- Raro. Ilustraciones de Robotv. Editorial Santillana (Alfaguara), 2012.
- La distancia que nos separa. Editorial Planeta. 2015.[15]
- Dejarás la tierra. Editorial Planeta. 2017.[16]
- El mundo que vimos arder. Editorial Alfaguara, 2023.

### Otros
- La anti agenda 2010. Ilustraciones de Robotv.
- Algún día te mostraré el desierto. Diario de paternidad, Alfaguara, 2019